# Ocean Spray
Ocean Spray är en låt av rockbandet Manic Street Preachers. Den är den tredje singeln från deras album Know Your Enemy och utgavs den 4 juni 2001. Låten är skriven av James Dean Bradfield och handlar om hans mor när hon var inlagd på sjukhus för behandling av cancer. Modern avled senare av sin sjukdom.